# Live at the Fillmore 1968
Pour les articles homonymes, voir Live at the Fillmore.
Santana Live at the Fillmore est le 4e album "live" du groupe rock latino Santana, puisque bien qu'il ait été enregistré les 19 et 22 décembre 1968 au Filmore West, il n'est sorti qu'en 1997.

## Titres

### Disque 1
1. "Jingo" – (Olatunji) – 9:38
2. "Persuasion" – (Rolie) – 7:05
3. "Treat" – (Santana, Rolie, Brown) – 9:37
4. "Chunk a Funk" – (Santana, Rolie) – 5:58*
5. "Fried Neckbones" – (Bobo, Lastie, Correa) – 10:09
6. "Conquistadore Rides Again" – (Hamilton) – 8:40*

### Disque 2
1. "Soul Sacrifice" – (Santana, Rolie, Malone, Brown) – 14:29
2. "As the Years Go Passing By" – (Malone) – 7:49
3. "Freeway" – (Santana, Rolie) – 30:15

## Musiciens
- Carlos Santana – Guitare, chant
- Gregg Rolie – Orgue Hammond, Piano électrique, chant
- David Brown – Basse
- Bob Livingston – Batterie
- Marcus Malone – Congas